# スクービー・ドゥー
『スクービー・ドゥー』（英語: Scooby-Doo）は、1969年にジョー・ルビーとケン・スピアーズによって、ハンナ・バーベラ・プロダクションで制作されたアメリカのアニメシリーズ、およびそれに登場する架空の犬の名前。当初日本では『弱虫クルッパー』というタイトルでNHK総合の『少年映画劇場』第2部にて放送されていた。第一作目のタイトルは『Scooby-Doo, Where Are You!』。

## あらすじ
臆病な大型犬グレート・デーンのスクービー・ドゥー（クルッパー）は、飼い主のシャギー（ボロピン）たち4人と「ミステリー社」として各地を旅し、行く先々で遭遇するモンスター絡みの怪奇事件を解決していく。基本的に一話完結方式のホラー・コメディ。

## 登場人物
日本語吹き替え版の声優については、「日本語版スタッフ・キャスト」を参照。

### ミステリー社の仲間たち
クルッパー / スクービー・ドゥー（Scooby-Doo）
声優：ドン・メシック → スコット・イネス → フランク・ウェルカー
本作の主人公である、舌足らずな口調で喋るグレート・デーン 。一部作品での本名はスクーバート・"スクービー"・ドゥー。身体は大きいが臆病で常に腹を空かせている。だが、臆病ゆえの行動で事件解決への糸口を発見する。食べ物に関してはシャギーを出し抜き彼の分まで食べることが多く、モンスターが現れるとすぐに逃げるなど少々忠誠心に欠けるが仲は良い。また、逃げる際には変装をして相手の目を欺いたり、調子にのっておちょくったりすることも少なくその機転で仲間の窮地を救うことがある。事件解決後に「スクービー・ドゥービー・ドゥー!」と決め台詞を言うのがお約束。また自分が犬だと自覚していないのか、指摘される度に「犬、ろこ（どこ）?」と聞き返すことが多い。『ルーニー・テューンズ:バック・イン・アクション』にゲスト出演しており、相棒のシャギーを演じたマシュー・リラードを威嚇した。
名前の由来は子犬だったころにシャギーがいつも食べていたお菓子「スクービー・スナック」からつけられたもので現在も取り合いをするほどの大好物である。
ボロピン / ノーヴィル・"シャギー"・ロジャース（Norville "Shaggy" Rogers）
声優：ケイシー・ケイサム → ビリー・ウェスト → スコット・イネス → マシュー・リラード
スクービーの飼い主であり親友。スクービーと同じく臆病な性格。痩躯の優男だが、「人の4倍は食べる」と自分でも豪語するほどの大飯食らい。桜井敏治が演じるシャギーは、一人称は「僕」で「えっと（like）」「どっひゃー!（Zoinks!）」が口癖で他のシリーズでもこれが定着している。スクービーの親戚と彼の親戚は彼ら同様、皆怖がりである。毎回スクービーに食べ物を横取りされるがそれで喧嘩になることはない。不幸体質でスクービーと二人っきりの時に限ってモンスター（犯人）に会うことが多くそれで囮役をされることが多い。しかし、話術や変装に長けており、それでピンチを切り抜ける。『ルーニー・テューンズ:バック・イン・アクション』で実写版で自身を演じたマシュー・リラードと共演しており、（声も実写と同じ藤原啓治が演じている）自分を演じた彼の演技に不満を言った。一部の作品では一人称が「俺」になっている。『弱虫スクービーの大冒険』では相棒のスクービーとの出会いや彼の名前を付ける経緯が明かされた。
ハンサム / フレッド・ジョーンズ（Fred Jones）
声優：フランク・ウェルカー
4人組のイケメンのリーダー。少々キザでダフネと行動することが多い。首元にアスコット・タイ を巻いており、思い入れが強いゆえにスカーフ呼ばわりされると機嫌を損ねる。かわいい女の子には弱く、それが災いして酷い目に遭うこともある。また、愛車であるミステリー・マシーンやモンスターを捕獲するための罠に情熱をかける一方、そのやる気が空回りしてしまう間の抜けたところもあるが運動神経が良く勇敢なため、頼りにされている。実写では、やや自己中心な部分があり、ヴェルマと対立し解散したこともある。OVA「ゾンビ島」では引退後、ダフネのカメラマンとして働き、再結成をするきっかけを作る。
メガコ / ヴェルマ・ディンクレー（Velma Dinkley）
声優：ニコール・ジャフェ → パット・スティーブンス → B.J. ウォード → ミンディ・コン → ケイト・ミクーチ
メガネをかけた赤髪のおかっぱの女の子。冷静な判断力と頭脳を活かして、手がかりの分析や発明などで仲間を助けるまとめ役。彼女の推理が事件解決につながることが多い。一部の作品ではシャギーのことが気になるようで、何かあるたびにシャギーに対して「犬（スクービー）と私とどっちを選ぶ？」などと問いかけることがあるが彼にはいつも誤魔化されている。ただし、以前から同性愛者として描こうとクリエイターによって試みられていたことがわかっており、2022年の『Trick or Treat, Scooby-Doo!』でレズビアンとして描写された。疑り深い面があり、怪しいと睨んだ人物相手には慎重な行動を取る。メガネを落としては「メガネがないと何も見えない!」とうろたえる羽目になるのがお約束。主に驚いたときに言う「ウソでしょ!?（Jinkies!）」が口癖。一方で惚れっぽい部分がある。
ジェニー / ダフネ・ブレイク（Daphne Blake）
声優：ステファニアンナ・クリストファーソン → ヘザー・ノース → ケリー・マーティン → メアリー・ケイ・バーグマン → グレイ・デリスル
スクービーたちと旅をしている美人の女の子。実家は裕福である。『スクービー&スクラッピー ドゥー』では、彼女のみ同行したシリーズがある。OVA「ゾンビ島」では、幽霊の正体がいつもトリックやインチキであるため、引退しTV局でリポーターをやっている。「囚われの乙女」としてモンスターに拐われることも多いが、実写版をはじめいざというときは相手に果敢に立ち向かう武闘派な一面も描写されるようになった。主に驚いたときに言う「ジーパーズ! (Jeepers!)」が口癖。

### 新弱虫クルッパー
Scooby-Dum
声優：ドーズ・バトラー
「Scooby Doo Show」に登場するスクービーのいとこ。に黒い丸があり、前歯が出ていて、赤色の帽子をかぶっている。
バットマン
声優：オラン・ソール
バットマンに登場する主人公、『The Dynamic Scooby-Doo Affair』と『The Caped Crusader Caper』に登場。
ロビン
声優：ケーシー・ケイセム
バットマンの相棒、『The Dynamic Scooby-Doo Affair』と『The Caped Crusader Caper』で一緒に登場。
Gomez Addams
声優：ジョン・アスティン
Grandmama Addams
声優：ジャネット・ウォールド
Morticia Addams
声優：キャロライン・ジョーンズ
Pugsley Addams
声優：ジョディ・フォスター
まんがアダムスおばけ一家に登場する家族たち、「Wednesday Is Missing」に登場。

### スクービー&スクラッピー ドゥー
スクラッピー・ドゥー（Scrappy-Doo）
声優：ドン・メシック → スコット・イネス
スクービーの甥。スクービーとは対照的に、怪物などに勇敢に立ち向かう性格。アニメ版ではまれに事件の解決や悪者を倒すのに役立つことがあるが、ほとんどの場合は彼の直接攻撃ではなく、転んでドラム缶にぶつかって転がったものが悪者に命中したり、足を滑らせて落下したスクラッピーが悪者に直撃するなどの偶然発生するものによる場合が多い。『スクービー&スクラッピー ドゥー』から登場。叔父であるスクービーを誰よりも勇敢な犬だと思い込んでいる。実写版では、アニメとは別の意味でトラブルメーカーでそれが災いし、置いてけぼりにされ、復讐するため、騒動を起こすなどアニメ版とは正反対な性格になっている。

### OVA

#### スクービー・ドゥーのゾンビ島
シモンヌ
声優：?
ギャングに幽霊の出る島を探検させる裕福な女性。実は200年以上前の人間で今作の事件の黒幕の一人。かつて海賊に仲間を殺され、その復讐のために猫人間になるもその後、永遠に生き続けるために今度は自ら罪のない人々から生気を奪う。
リナ
声優：?
フレッドが落ちるほどかわいい少女で凄腕の料理人。今作の事件の黒幕のもう一人で実は200年以上前の人間で永遠に生きるために若い人間を狙って誘い込んでいた。
ジャック
声優：?
本土から島へのフェリーの船長。実は永遠の命が欲しいため、シモンヌたちの悪事に加担していた。
スネークバイト・スクラッグズ
声優：?
過労で気難しいナマズハンター。
ポウ
声優：?
庭師をしている青年。生真面目で、騒動を起こすスクービーたちに厳しく当たるが、実はシモンヌたちが起こしていた失踪事件の潜入捜査をしていた刑事。
ピエール
声優：?
クリス
声優：?
ボス
声優：?

#### スクービー・ドゥーの魔女の幽霊
ベン・レイヴェンクロフト
声優：?
市長
声優：?
サラ
声優：?
マックナイト
声優：?
ディーン博士
声優：?
ジャック
声優：?

##### ザ・ヘックス・ガールズ
ソーン
声優：?
ルナ
声優：?
ダスク
声優：?

#### スクービー・ドゥー 宇宙からの侵略者?!
クリスタル / アンバー
声優：?

## アニメ版
ハンナ・バーベラ・プロダクション制作。アメリカでは現在もCartoon Networkにて放送中。現在、第11シリーズが放送中（2010年10月現在）。原題の「スクービードゥー」の名前は、フランク・シナトラの『夜のストレンジャー』の歌詞に由来し、日本では、『弱虫クルッパー』の名前で放送された。スクービードゥーのデザインは、他のハンナ・バーベラ作品も担当した日系二世のアメリカ人アニメーターイワオ・タカモト。
日本では1970年2月から1970年5月までNHK総合の『少年映画劇場』第2部（第1部は『動物王国』）で放映されていた。シリーズのうち、日本の地上波で公開されたのは2本。日本での放送にあたっては、多くのハンナ・バーベラ作品同様、キャラクター名などに大幅なアレンジが加えられ、タイトルも変えられている。
カートゥーン ネットワークの再放送にあたっては、日本版『弱虫クルッパー』と『新弱虫クルッパー（The New Scooby-Doo Movies）』（1997年 - 1999年）と、『スクービードゥー』としてオリジナルのキャラクター名で再吹き替えした続編作品『スクービー&スクラッピー ドゥー』（2001年 - 2002年?）が放送された。
日本でもハンナ・バーベラ作品として1970 - 1980年代に繰り返し放送された。本国では現在も国民的人気を誇るアニメ作品であるが、日本では『チキチキマシン猛レース』や『ヨギ・ベア（クマゴロー）』、『原始家族フリントストーン』などに比べてあまり知名度は高くない。
2016年10月9日からカートゥーン ネットワークで新作となる『ビー・クール スクービー・ドゥー!』の放送が開始された。また『弱虫クルッパー』と『スクービー&スクラッピー ドゥー』でハンナ・バーベラとして携わっていた演出・脚本の高桑慎一郎は、2011年4月6日に死去したため、この『ビー・クール スクービー・ドゥー!』には関わっていない。

### TVシリーズ版

#### アメリカ版（サブタイトル）
| シリーズNo. | タイトル                                                           | 放送年    | 放送局                      | エピソード数 | シーズン数 |
| ----------- | ------------------------------------------------------------------ | --------- | --------------------------- | ------------ | ---------- |
| 1           | Scooby-Doo, Where Are You!                                         | 1969–70   | CBS                         | 25           | 2          |
| 2           | The New Scooby-Doo Movies                                          | 1972–73   | CBS                         | 24           | 2          |
| 3           | The Scooby-Doo Show                                                | 1976–78   | ABC                         | 40           | 3          |
| 4           | Scooby-Doo and Scrappy-Doo                                         | 1979–80   | ABC                         | 16           | 1          |
| 5           | Scooby-Doo and Scrappy-Doo                                         | 1980–82   | ABC                         | 33           | 3          |
| 6           | The New Scooby and Scrappy-Doo Show / The New Scooby-Doo Mysteries | 1983–84   | ABC                         | 26           | 2          |
| 7           | The 13 Ghosts of Scooby-Doo                                        | 1985      | ABC                         | 13           | 1          |
| 8           | A Pup Named Scooby-Doo                                             | 1988–91   | ABC                         | 27           | 4          |
| 9           | What's New, Scooby-Doo?                                            | 2002–06   | The WB（Kids' WB）          | 42           | 3          |
| 10          | Shaggy & Scooby-Doo Get a Clue!                                    | 2006–08   | The CW（Kids' WB）          | 26           | 2          |
| 11          | Scooby-Doo! Mystery Incorporated                                   | 2010–13   | Cartoon Network             | 52           | 2          |
| 12          | Be Cool, Scooby-Doo!                                               | 2015–18   | Cartoon Network / Boomerang | 52           | 2          |
| 13          | Scooby-Doo and Guess Who?                                          | 2019–2021 | Boomerang / HBO Max         | 52           | 2          |

#### 日本語版スタッフ・キャスト
以下、日本語吹き替え版の歴代声優。このうち、東京12チャンネル版のジェニー（ダフネ）、ビデオ版のフレッド、ヴェルマ、ダフネは不明。「新弱虫クルッパー」については放送当時の詳細が分かっておらず、新聞のラテ欄では30分形態となっていることから「The New Scooby-Doo Movies（特番で放送）」の他に「The Scooby-Doo Show」もある可能性がある。
| キャラクター                                                                        | 担当声優       | 担当声優            | 担当声優             | 担当声優                 | 担当声優                              | 担当声優 | 担当声優                           | 担当声優                           | 担当声優                                                                           | 担当声優                               | 担当声優                                               | 担当声優                         | 担当声優                                                        | 担当声優                 | 担当声優                 |          |
| キャラクター                                                                        | 弱虫クルッパー | 新弱虫クルッパー    | 珍犬探偵ダイナマット | スクービーの霊界花嫁学校 | ジョニーブラボー                      | スク―ビー&スクラッピー・ドゥー | スクービー・ドゥーのゾンビ島       | スクービー・ドゥーの魔女の幽霊     | スクービー・ドゥー 宇宙からの侵略者?!                                              | スクービー・ドゥーのサイバー・チェイス | バットマン:ブレイブ&ボールド                           | ビー・クール スク―ビー・ドゥー！ | スクービー・ドゥー&KISS：ロックンロール・ミステリー             | お宝探しはホラーナイト!? | モンスターズ・ハリウッド |          |
| ----------------------------------------------------------------------------------- | -------------- | ------------------- | -------------------- | ------------------------ | ------------------------------------- | --- | ---------------------------------- | ---------------------------------- | ---------------------------------------------------------------------------------- | -------------------------------------- | ------------------------------------------------------ | -------------------------------- | --------------------------------------------------------------- | ------------------------ | ------------------------ | -------- |
| クルッパー（NHK版・東京12CH版） スク―ビー・ドゥー（ダイナマット版・ビデオ版・CN版） | 熊倉一雄       | 増岡弘              |                      | 飯塚昭三                 | 長島雄一                              | 楠見尚己 | 楠見尚己                           | 楠見尚己                           | 楠見尚己                                                                           | 楠見尚己                               | 楠見尚己                                               | 楠見尚己                         | 楠見尚己                                                        | 楠見尚己                 | 楠見尚己                 | 楠見尚己 |
| ボロピン（NHK版・東京12CH版） シャギー（ビデオ版・CN版）                            | 高松しげお     | 高松しげお          |                      | 古川登志夫               | 萩原秀樹                              | 桜井敏治 | 桜井敏治                           | 桜井敏治                           | 桜井敏治                                                                           | 桜井敏治                               | 桜井敏治                                               | 桜井敏治                         | 桜井敏治                                                        | 桜井敏治                 | 桜井敏治                 | 桜井敏治 |
| ハンサム（NHK版・東京12CH版） フレッド（ビデオ版・CN版）                            | 市川治         | 水島裕              |                      | 不明                     | 水島大宙                              | 谷山紀章 | 谷山紀章                           | 谷山紀章                           | 谷山紀章                                                                           | 谷山紀章                               | 佐藤せつじ                                             | 谷山紀章                         | 谷山紀章                                                        | 谷山紀章                 | 高杉義充                 |          |
| メガコ（NHK版・東京12CH版） ヴェルマ（ビデオ版・CN版）                              | 丸山裕子       | 武見京子            |                      | 不明                     | 横山真理                              | 半場友恵 | 半場友恵                           | 半場友恵                           | 半場友恵                                                                           | 半場友恵                               | 櫻井浩美                                               | 半場友恵                         | 半場友恵                                                        | 半場友恵                 | 芽衣                     |          |
| ジェニー（NHK版・東京12CH版） ダフネ（ビデオ版・CN版）                              | 丸山裕子       | 武見京子            |                      | 不明                     | 玉木玲子                              | 斎藤恵理 | 斎藤恵理                           | 斎藤恵理                           | 斎藤恵理                                                                           | 斎藤恵理                               | 谷口佳子                                               | 斎藤恵理                         | 斎藤恵理                                                        | 斎藤恵理                 | 米本早希                 |          |
| スクラッピー（ビデオ版・CN版）                                                      |                |                     |                      | 杉山佳寿子               |                                       | 龍田直樹 |                                    |                                    |                                                                                    |                                        |                                                        |                                  |                                                                 |                          |                          |          |
| Scooby-Dum                                                                          |                | 八奈見乗児?         |                      |                          |                                       | |                                    |                                    |                                                                                    |                                        |                                                        |                                  |                                                                 |                          |                          |          |
| ドラキュータ                                                                        |                |                     |                      | 小山茉美                 |                                       | |                                    |                                    |                                                                                    |                                        |                                                        |                                  |                                                                 |                          |                          |          |
| シモンヌ                                                                            |                |                     |                      |                          |                                       | | 華村りこ                           |                                    |                                                                                    |                                        |                                                        |                                  |                                                                 |                          |                          |          |
| リナ                                                                                |                |                     |                      |                          |                                       | | 柳瀬なつみ                         |                                    |                                                                                    |                                        |                                                        |                                  |                                                                 |                          |                          |          |
| ジャック                                                                            |                |                     |                      |                          |                                       | | 辻村真人                           |                                    |                                                                                    |                                        |                                                        |                                  |                                                                 |                          |                          |          |
| スネークバイト・スクラッグズ                                                        |                |                     |                      |                          |                                       | | 斉藤志郎                           |                                    |                                                                                    |                                        |                                                        |                                  |                                                                 |                          |                          |          |
| ポウ                                                                                |                |                     |                      |                          |                                       | | 新垣樽助                           |                                    |                                                                                    |                                        |                                                        |                                  |                                                                 |                          |                          |          |
| ピエール                                                                            |                |                     |                      |                          |                                       | | 島香裕                             |                                    |                                                                                    |                                        |                                                        |                                  |                                                                 |                          |                          |          |
| クリス                                                                              |                |                     |                      |                          |                                       | | 浅野まゆみ                         |                                    |                                                                                    |                                        |                                                        |                                  |                                                                 |                          |                          |          |
| ボス                                                                                |                |                     |                      |                          |                                       | | 乃村健次                           |                                    |                                                                                    |                                        |                                                        |                                  |                                                                 |                          |                          |          |
| ベン・レイヴェンクロフト                                                            |                |                     |                      |                          |                                       | |                                    | 中田和宏                           |                                                                                    |                                        |                                                        |                                  |                                                                 |                          |                          |          |
| 市長                                                                                |                |                     |                      |                          |                                       | |                                    | 緒方賢一                           |                                                                                    |                                        |                                                        |                                  |                                                                 |                          |                          |          |
| サラ                                                                                |                |                     |                      |                          |                                       | |                                    | 磯辺万沙子                         |                                                                                    |                                        |                                                        |                                  |                                                                 |                          |                          |          |
| マックナイト                                                                        |                |                     |                      |                          |                                       | |                                    | 塚田正昭                           |                                                                                    |                                        |                                                        |                                  |                                                                 |                          |                          |          |
| ディーン博士                                                                        |                |                     |                      |                          |                                       | |                                    | 北村弘一                           |                                                                                    |                                        |                                                        |                                  |                                                                 |                          |                          |          |
| ジャック                                                                            |                |                     |                      |                          |                                       | |                                    | 緒方愛香                           |                                                                                    |                                        |                                                        |                                  |                                                                 |                          |                          |          |
| ソーン                                                                              |                |                     |                      |                          |                                       | |                                    | 浅野ますみ                         |                                                                                    |                                        |                                                        |                                  |                                                                 |                          |                          |          |
| ルナ                                                                                |                |                     |                      |                          |                                       | |                                    | 永澤菜教                           |                                                                                    |                                        |                                                        |                                  |                                                                 |                          |                          |          |
| ダスク                                                                              |                |                     |                      |                          |                                       | |                                    | 藤井千夏                           |                                                                                    |                                        |                                                        |                                  |                                                                 |                          |                          |          |
| クリスタル/アンバー                                                                 |                |                     |                      |                          |                                       | |                                    |                                    | 魏涼子                                                                             |                                        |                                                        |                                  |                                                                 |                          |                          |          |
| スターチャイルド                                                                    |                |                     |                      |                          |                                       | |                                    |                                    |                                                                                    |                                        |                                                        |                                  | 高嶋政宏                                                        |                          |                          |          |
| デーモン                                                                            |                |                     |                      |                          |                                       | |                                    |                                    |                                                                                    |                                        |                                                        |                                  | 高嶋政宏                                                        |                          |                          |          |
| スペースマン                                                                        |                |                     |                      |                          |                                       | |                                    |                                    |                                                                                    |                                        |                                                        |                                  | 高嶋政宏                                                        |                          |                          |          |
| キャットマン                                                                        |                |                     |                      |                          |                                       | |                                    |                                    |                                                                                    |                                        |                                                        |                                  | 高嶋政宏                                                        |                          |                          |          |
| その他                                                                              | 雨森雅司       | 北村弘一 鈴木れい子 |                      | 西村知道                 |                                       | 仲野裕 小関一 中田譲治 岡野浩介 小山武宏 小宮和枝 水野龍司 坂東尚樹 水内清光 谷昌樹 岩田安生 後藤哲夫 津田英三 藤本譲 高瀬右光 榎本智恵子 吉川亜紀子 秋元羊介 峰恵研 島香裕 松井範雄 森川智之 大川透 栗山徴笑子 火野カチコ 落合弘治 有本欽隆 山下啓介 小形満 戸部順子 山下啓介 樫井笙人 鳥畑洋人 立木文彦 田辺静恵 清水敏孝 岩崎ひろし 高森奈緒 |                                    |                                    | 斉藤志郎 後藤哲夫 一城みゆ希 丸山純路 小池亜希子 岡田貴之 鈴木正和 新垣樽助 岸祐二 |                                        |                                                        |                                  | 北川勝博 魚建 千種春樹 髙梨愛 有川知江 嘉山末紗 後藤光利 峰健一 |                          |                          |          |
| 日本語版製作スタッフ                                                                |                |                     |                      |                          |                                       | |                                    |                                    |                                                                                    |                                        |                                                        |                                  |                                                                 |                          |                          |          |
| 翻訳                                                                                | ?              | ?                   |                      | 矢田尚                   | 落合和子 ジョーゲンセン由美子         | ジョーゲンセン由美子 | ジョーゲンセン由美子               | ?                                  | ジョーゲンセン由美子                                                               | ?                                      | 鈴木紫穂 池田美紀                                      | 李静華                           | 佐々木麻衣                                                      | ?                        | 桜井裕子                 |          |
| 脚本                                                                                | ?              | ?                   |                      | 高桑慎一郎               | -                                     | - | -                                  | -                                  | -                                                                                  | -                                      | -                                                      | -                                | -                                                               | -                        | -                        |          |
| 演出                                                                                | 高桑慎一郎     | ?                   |                      | 高桑慎一郎               | 佐藤敏夫                              | 加藤敏 | 加藤敏                             | 加藤敏                             | 加藤敏                                                                             | 加藤敏                                 | 高寺たけし                                             | 加藤敏                           | 加藤敏                                                          | ?                        | ?                        |          |
| 録音                                                                                | ?              | ?                   | ?                    |                          | -                                     | 田場公 | 田場公                             | ?                                  | 田場公                                                                             | ?                                      | （表記なし）                                           | （表記なし）                     | （表記なし）                                                    | ?                        | ?                        |          |
| 調整                                                                                | ?              | ?                   | ?                    |                          | 宮本浩                                | 田場公 | 田場公                             | ?                                  | 田場公                                                                             | ?                                      | 徳久智成（STUDIO T&T） 重光秀樹                        | （表記なし）                     | （表記なし）                                                    | ?                        | ?                        |          |
| プロデューサー                                                                      | ?              | ?                   | ?                    |                          | 伊藤文子                              | 伊藤文子 | 伊藤文子                           | ?                                  | 伊藤文子                                                                           | ?                                      | 末次信二                                               | 村杉菜穂                         | 村杉菜穂                                                        | ?                        | ?                        |          |
| 制作担当                                                                            | ?              | ?                   | ?                    |                          | 小野寺徹 森田雄一郎 百武雷太 児崎洋平 | 小野寺徹 高橋澄 | 小野寺徹 高橋澄 岡野晃三           | ?                                  | 小野寺徹 高橋澄 丸山晋                                                             | ?                                      | 尾澤美牧                                               | （表記なし）                     | （表記なし）                                                    | ?                        | ?                        |          |
| 制作協力                                                                            | -              | -                   |                      | 青二企画                 | -                                     | - | -                                  | -                                  | -                                                                                  | -                                      | -                                                      | -                                | -                                                               | -                        | -                        |          |
| 日本語版制作                                                                        | ?              | 東北新社            |                      | ?                        | カートゥーン ネットワーク 東北新社    | カートゥーン ネットワーク 東北新社 | カートゥーン ネットワーク 東北新社 | カートゥーン ネットワーク 東北新社 | カートゥーン ネットワーク 東北新社                                                 | カートゥーン ネットワーク 東北新社     | カートゥーン ネットワーク ハーフ エイチ・ピー スタジオ | 東北新社                         | 東北新社                                                        | ?                        | ?                        |          |

#### 放映リスト

##### 弱虫クルッパー（スクービードゥー）
- アメリカ版は全41話。日本では「弱虫クルッパー」というタイトルで1970年2月1日から6月7日までNHK総合の少年映画劇場で全17話を放送。東京12チャンネルの「マンガのくに」でも1977年5月6日から5月25日まで[9]、1978年12月4日から12月26日まで再放送された[10]。この吹き替え版では、キャラクターの名前が変えられただけでなく、食べ物の名前も日本風に変えられた（特にピザはお好み焼き。スクービースナックの名称は不明）。

| 話数 | 話数 | 邦題                   | 原題                            | 放送日         | 放送日        |
| ---- | ---- | ---------------------- | ------------------------------- | -------------- | ------------- |
| 1    | 1    | 博物館のなぞ           | What a Night for a Knight       | 1969年 9月13日 | 1970年 2月1日 |
| 2    | 3    | 亡霊船長               | Hassle in the Castle            | 9月27日        | 2月8日        |
| 3    | 2    | 海賊の城               | A Clue for Scooby-Doo           | 9月20日        | 2月15日       |
| 4    | 4    | ゴースト・タウンのなぞ | Mine Your Own Business          | 10月4日        | 2月22日       |
| 5    | 5    | インデアン怪人         | Decoy for a Dognapper           | 10月11日       | 3月1日        |
| 6    | 7    | 恐怖のサル男           | Never Ape an Ape Man            | 10月25日       | 3月8日        |
| 7    | 9    | 怪人黒マント           | The Backstage Rage              | 11月8日        | 3月15日       |
| 8    | 8    | 遊園地の怪             | Foul Play in Funland            | 11月1日        | 3月29日       |
| 9    | 11   | おおかみ男             | A Gaggle of Galloping Ghosts    | 11月22日       | 4月5日        |
| 10   | 10   | 幽霊ピエロ             | Bedlam in the Big Top           | 11月15日       | 4月12日       |
| 11   | 12   | ミイラの秘密           | Scooby-Doo and a Mummy, Too     | 11月29日       | 4月19日       |
| 12   | 13   | のろわれた沼           | Which Witch Is Which?           | 12月6日        | 4月26日       |
| 13   | 6    | おばけ屋敷             | What the Hex Going On?          | 10月18日       | 5月10日       |
| 14   | 15   | 宇宙幽霊               | Spooky Space Kook               | 12月20日       | 5月17日       |
| 15   | 14   | 亡霊船                 | Go Away Ghost Ship              | 12月13日       | 5月24日       |
| 16   | 16   | 怪人影ぼうし           | A Night of Fright Is No Delight | 1970年 1月10日 | 5月31日       |
| 17   | 17   | 雪おばけ               | That's Snow Ghost               | 1月17日        | 6月7日        |

##### 新弱虫クルッパー
1977年12月6日から1977年12月31日まで東京12チャンネルの「マンガのくに」で放送され、1979年7月から8月14日までは独立して月曜 - 金曜 8時30分 - 9時00分に再放送された。1979年10月1日には「暗闇でドッキリ! 幽霊やしき」という特番が同局のマンガのくにで放送された。1980年3月31日 18時35分 - 19時30分には「春休みプレゼント」の中でも放送され、同年8月2日にも放送された。
| #   | サブタイトル               | 原題                 | 放送日         |
| --- | -------------------------- | -------------------- | -------------- |
| SP1 | 暗闇でドッキリ! 幽霊やしき | Ghastly Ghost Town   | 1979年 10月1日 |
| SP2 | ?                          | ?                    | 1980年 3月31日 |
| SP3 | 砂漠のビックリ遊園地       | The Haunted Carnival | 8月2日         |

##### スクービー&スクラッピードゥー
原題がいくつかあり、邦題は同じ。日本での話数は30本以上。
| 話数   | 邦題                             | 原題                                   | 放送日         |
| ------ | -------------------------------- | -------------------------------------- | -------------- |
| 1      | 悪党になったヒーロー             | The Scarab Lives!                      | 2001年 11月1日 |
| 2（3） | ワンダーワールドの夜の怪人       | The Night Ghoul of Wonderworld         | 11月5日        |
| 3（2） | 空飛ぶ円盤の謎                   | Strange Encounters of a Scooby Kind    | 11月6日        |
| 4      | ローラーディスコのネオン仮面     | The Neon Phantom of the Roller Disco!  | 11月7日        |
| 5      | ヘビの悪魔の呪い                 | Shiver and Shake, That Demon's a Snake | 11月8日        |
| 6      | 空飛ぶ骸骨を追え                 | The Scary Sky Skeleton                 | 11月12日       |
| 7      | マウンドに現れた化け者           | The Demon of the Dugout                | 11月13日       |
| 8      | よみがえった魔界のクマ           | The Hairy Scare of the Devil Bear      | 11月14日       |
| 9      | 恐怖!海に潜む黒い影              | Twenty Thousand Screams Under the Sea  | 11月15日       |
| 10     | サンフランシスコの女吸血鬼       | I Left My Neck in San Francisco        | 11月19日       |
| 11     | 夜空に光る星人間                 | When You Wish Upon a Star Creature     | 11月20日       |
| 12     | 影とともに去りぬ                 | The Ghoul, the Bat and the Ugly        | 11月21日       |
| 13     | ロッキー山脈から どひゃ〜!       | Rocky Mountain Yiiiii!                 | 11月22日       |
| 14     | トリックを見破れ!                | The Sorcerer's a Menace                | 11月26日       |
| 15     | ミノタウロスに支配された村       | Lock the Door, It's a Minotaur!        | 11月27日       |
| 16     | 誘拐されたスクービー・ドゥー     | The Ransom of Scooby Chief             | 11月28日       |
| 17     | スクービーノキオ                 | Scooby Nocchio                         | 11月29日       |
| 17     | スクービー邸の幽霊               | Scooby's Roots                         | 11月29日       |
| 17     | 灯台で化け比べ                   | Lighthouse Keeper Scooby               | 11月29日       |
| 18     | スクービーの魔法の剣             | Excalibur Scooby                       | 12月3日        |
| 18     | アイルランドのいたずら者         | Scooby's luck of the irish             | 12月3日        |
| 18     | アトランティスからの脱出         | Scooby's Escape from Atlantis          | 12月3日        |
| 19     | スクービー・ドゥービー・バブー   | Scooby Dooby Goo                       | 12月4日        |
| 19     | 消防士スクービー                 | Rickshaw Scooby                        | 12月4日        |
| 19     | 華麗なるスクービーマジック       | Backstage Scooby                       | 12月4日        |
| 20     | 地球を救え!                      | Scooby Saves The world                 | 12月5日        |
| 20     | オルガ夫人のミステリー館         | Scooby's House of Mystery              | 12月5日        |
| 20     | 博物館の夢物語                   | Sweet Dreams Scooby                    | 12月5日        |
| 21     | 親方は首がお好き                 | Hard Hat Scooby                        | 12月6日        |
| 21     | ウルフ博士の秘密                 | Canine to Five                         | 12月6日        |
| 21     | はちゃめちゃ飛行機レース         | Sopwith Scooby                         | 12月6日        |
| 22     | 庭に潜む大食漢                   | Hothouse Scooby                        | 12月10日       |
| 22     | ドッグ・トゥー・ザ・フューチャー | Scooby-Doo 2000                        | 12月10日       |
| 22     | 宇宙から来たパンクロッカー       | Punk Rock Scooby                       | 12月10日       |
| 23     | タッチダウンは命がけ             | Pigskin Scooby                         | 12月11日       |
| 23     | スクービーと豆の木               | Scooby and the Beanstalk               | 12月11日       |
| 23     | はらはらどきどきキャンピング     | Tender Big Foot                        | 12月11日       |
| 24     | 犬も食わない犬違い               | Hound Of The Scoobyvilles              | 不明           |
| 24     | 恐竜は生きていた?!               | The Dinosaur Deception                 | 不明           |
| 25     | 消えたスクービーを探せ!          | Where's Scooby Doo?                    | 不明           |
| 26     | 結婚式でうらめしや〜             | Wedding Bell Boos!                     | 不明           |
| 27     | お化けなんかいないさ?            | Scoobygeist                            | 不明           |
| 27     | 地震に震える村                   | The Quagmire Quake Caper               | 不明           |
| 28     | 魔法と魔術の城                   | Wizards And Warlocks                   | 不明           |
| 28     | スクービー子ちゃんは大スター     | Scoobsie                               | 不明           |
| 29     | トランシルバニアの怪物たち       | Who's Minding The Monster?             | 不明           |
| 29     | ?                                | Scooby a la Mode                       | 不明           |
| 30     | 盗賊エル・スクーボー             | The Mark Of Scooby                     | 不明           |
| 30     | 学園祭のミステリー               | The Crazy Carnival Caper               | 不明           |
| 31     | スクービーVSバイキング           | Scooby The Barbarian                   | 不明           |
| 31     | 波乗りはおジョーズに             | No Sharking Zone                       | 不明           |
| 32     | ジャングルのサル人間             | Scooby of the Jungle                   | 不明           |
| 32     | パラダイスにはゾンビがいっぱい   | Scooby-Doo and Cyclops, Too            | 不明           |
| 33     | 怪物出現スクール・パニック!      | The Creature Came From Chem La         | 不明           |
| 33     | ?                                | No Thanks, Masked Manx                 | 不明           |
| 34     | 映画スタントに大挑戦             | The Fall Dog                           | 不明           |
| 34     | モーターショーの妖怪             | The Scooby Coupe                       | 不明           |
| 35     | 迷宮に響くハックション           | Scooby and the Minotaur                | 不明           |
| 35     | スクービーはピンチヒッター       | Scooby Pinch Hits                      | 不明           |
| 36     | デビルズ・ロック・ミステリー     | Scooby Roo                             | 不明           |
| 36     | ウスター・ソースの悪夢           | Scooby's Gold Medal Gambit             | 不明           |

Cパートの中でどの話数で放送されたかは不明なエピソード
- Movie Monster Menace
- Basketball Bumblers

#### ビー・クール スクービー・ドゥー!
| 話数 | 話数 | 邦題                          | 原題                                                         |
| ---- | ---- | ----------------------------- | ------------------------------------------------------------ |
| 1    | 1    | 謎の青い幽霊                  | Mystery 101                                                  |
| 2    | 8    | 恐怖の首なし伯爵              | Party Like It's 1899                                         |
| 3    | 2    | ニワトリの洞窟                | Game of Chicken                                              |
| 4    | 4    | 名探偵アナベル                | Poodle Justice                                               |
| 5    | 7    | 神秘のクリスタル              | Be Quiet, Scooby-Doo!                                        |
| 6    | 3    | 不吉な宝                      | All Paws on Deck                                             |
| 7    | 9    | 呪われた劇場                  | Screama Donna                                                |
| 8    | 15   | ツナサンド泥棒                | If You Can't Scooby-Doo the Time, Don't Scooby-Doo the Crime |
| 9    | 10   | レストランの悪夢              | Kitchen Frightmare                                           |
| 10   | 12   | 宇宙人は友達?                 | Area 51 Adjacent                                             |
| 11   | 11   | ロボットの脅威                | Me, Myself, and A.I.                                         |
| 12   | 16   | 空の上のグレムリン            | Gremlin on a Plane                                           |
| 13   | 13   | スクービーは命の恩人?         | Where There's a Will, There's a Wraith                       |
| 14   | 17   | 呪いのスナック!?              | Sorcerer Snacks Scare                                        |
| 15   | 18   | 名探偵ワニvsフレッド          | Saga of the Swamp Beast                                      |
| 16   | 14   | こわ〜いクリスマス            | Scary Christmas                                              |
| 17   | 6    | 呪いの棺                      | Trading Chases                                               |
| 18   | 5    | スター選手の亡霊              | Grand Scam                                                   |
| 19   | 19   | 雪山のミステリー              | Be Cold, Scooby-Doo!                                         |
| 20   | 20   | 大大大ピンチ                  | Giant Problems                                               |
| 21   | 21   | 動くカカシの謎                | Eating Crow                                                  |
| 22   | 22   | 悲しみの花嫁                  | I Scooby Dooby Do                                            |
| 23   | 23   | 伝説の盗賊 エル・バンディート | El Bandito                                                   |
| 24   | 24   | 恐怖のピエロ                  | Into the Mouth of Madcap                                     |
| 25   | 25   | 森のバイキング                | The Norse Case Scenario                                      |
| 26   | 26   | 容疑者フレッド・ジョーンズ    | The People vs. Fred Jones                                    |

### 備考
『スクービー&スクラッピー ドゥー』の初期は、前作のように4人が事件を解決していたが、中期は短編エピソードが多く取り込まれ、ダフネ、フレッド、ヴェルマは登場しなくなり、シャギー、スクービー、スクラッピーが旅をしながら事件に巻き込まれる。末期（『The New Scooby and Scrappy-Doo Show』に改名〈日本では『スクービー&スクラッピー ドゥー』のまま〉）ではダフネも登場する。
『ジョニー・ブラボー』第1期第2話Bパート「お化け屋敷でハプニング」にゲスト出演している。
『バットマン:ブレイブ&ボールド』51話にて、バットマイトの紹介するバットマン登場作品の一部として『The New Scooby-Doo Movies』にバットマン、ロビン、ジョーカー、ペンギンが共演する話が登場する。
この話の中では『スクービー・ドゥー』内の倫理規定によりバットマンとジョーカーらが殴りあわないことになっているが、劇中バットマイトの魔力で倫理規定そのものをないことにして、非常に珍しいシャギーとスクービーの格闘シーンが画かれた。
1977年製作のハンナ・バーベラ・プロ作品キャラクター集合作品『まんがオールスター おもしろオリンピック』では、スクーピーが「ストロングチーム」のキャプテンとして登場。シャギー・スクラッピーや、同じ犬が主人公の同プロ作品『珍犬探偵ダイナマット（原題：Dynomutt, Dog Wonder）』のダイナマットとブルーファルコンなどが同チームのメンバーとして登場している。
| NHK総合 少年映画劇場                         | NHK総合 少年映画劇場       | NHK総合 少年映画劇場             |
| 前番組                                       | 番組名                     | 次番組                           |
| -------------------------------------------- | -------------------------- | -------------------------------- |
| 動物王国 ＋ 宇宙わんぱく隊 ＋ がんばれモビー | 動物王国 ＋ 弱虫クルッパー | 動物王国 ＋ ペネロッピー絶体絶命 |

### OVA版
下記作品の内、「ゾンビ島」「魔女の幽霊」「宇宙からの侵略者?!」「サイバー・チェイス」「ロックンロール・ミステリー」のみ日本で放送（それ以外は未放映）。他、「ゾンビ島」「宇宙からの侵略者?!」「モンスターズ・ハリウッド」のみ日本でDVDがワーナー・ホーム・ビデオ（現・ワーナー・ブラザース ホームエンターテイメント）から販売された。また『トムとジェリー スパイ・クエスト』とは異なり、「ゾンビ島」「魔女の幽霊」「宇宙からの侵略者?!」「サイバー・チェイス」で製作を担当していたハンナ・バーベラは、この「ロックンロール・ミステリー」と「モンスターズ・ハリウッド」には関わっていない。
- 「スクービー・ドゥーのゾンビ島」Scooby-Doo on Zombie Island（1998）
- 「スクービー・ドゥーの魔女の幽霊」Scooby-Doo! and the Witch's Ghost（1999）
- 「スクービー・ドゥー 宇宙からの侵略者?!」 Scooby-Doo and the Alien Invaders（2000）
- 「スクービー・ドゥーのサイバー・チェイス」Scooby-Doo and the Cyber Chase（2001）
- Scooby-Doo! and the Legend of the Vampire（2003）
- Scooby-Doo! and the Monster of Mexico（2003）
- Scooby-Doo! and the Loch Ness Monster（2004）
- Aloha, Scooby-Doo!（2005）
- Scooby-Doo! in Where's My Mummy?（2005）
- Scooby-Doo! Pirates Ahoy!（2006）
- Chill Out, Scooby-Doo!（2007）
- Scooby-Doo! and the Goblin King（2008）
- Scooby-Doo! and the Samurai Sword（2009）
- Scooby-Doo! Abracadabra-Doo（2010）
- Scooby-Doo! Camp Scare（2010）
- Scooby-Doo! Legend of the Phantosaur（2011）
- Scooby-Doo! Music of the Vampire（2012）
- Big Top Scooby-Doo!（2012）
- Scooby-Doo! Mask of the Blue Falcon（2013）
- Scooby-Doo! Stage Fright（2013）
- Scooby-Doo! WrestleMania Mystery（2014）
- Scooby-Doo! Frankencreepy（2014）
- Scooby-Doo! Moon Monster Madness（2015）
- 「スクービー・ドゥー&KISS：ロックンロール・ミステリー」Scooby-Doo! and Kiss: Rock and Roll Mystery（2015）
- 「LEGO®スクービー・ドゥー：モンスターズ・ハリウッド」Lego Scooby-Doo! Haunted Hollywood（2016）
- Scooby-Doo! and WWE: Curse of the Speed Demon（2016）
- Scooby-Doo! Shaggy's Showdown（2017）
- Lego Scooby-Doo! Blowout Beach Bash（2017）
- Scooby-Doo! & Batman: The Brave and the Bold（2018）
- Scooby-Doo! and the Gourmet Ghost（2018）
- Scooby-Doo! and the Curse of the 13th Ghost（2019）
- Scooby-Doo! Return to Zombie Island（2019）
- Happy Halloween, Scooby-Doo!（2020）
- Scooby-Doo! The Sword and the Scoob（2021）
- Straight Outta Nowhere: Scooby-Doo! Meets Courage the Cowardly Dog（2021）
- Trick or Treat Scooby-Doo!（2022）
- Scooby-Doo! and Krypto, Too!（2023）

## テレビスペシャル
下記作品の内、「スクービーの霊界花嫁学校」のみ日本でビデオ販売されている（それ以外の作品は未上陸）。
- Hanna-Barbera's All-Star Comedy Ice Revue（1978）
- Scooby Goes Hollywood（1979）
- Scooby-Doo Meets the Boo Brothers（1987）
- 「スクービーの霊界花嫁学校」Scooby-Doo and the Ghoul School（1988）
- Scooby-Doo! and the Reluctant Werewolf（1988）
- Hanna-Barbera's 50th: A Yabba Dabba Doo Celebration（1989）
- Scooby-Doo! in Arabian Nights（1994）
- Scooby-Doo: Behind the Scenes（1998）
- The Scooby-Doo Project（1999）
- Night of the Living Doo（2001）
- Scooby-Doo! Spooky Games（2012）
- Scooby-Doo! Haunted Holidays（2012）
- Scooby-Doo! and the Spooky Scarecrow（2013）
- Scooby-Doo! Mecha Mutt Menace（2013）
- Scooby-Doo! Ghastly Goals（2014）
- Scooby-Doo! and the Beach Beastie（2015）
- Lego Scooby-Doo! Knight Time Terror（2015）
- Scooby-Doo, Where Are You Now!（2021）

## 実写映画版
『スクービー・ドゥー』と『スクービー・ドゥー2 モンスター・パニック』が製作された。アニメ版の数年後の設定となっており、一度解散したミステリー社のメンバーが再集結するところから話が始まる。映画版は、2作ともゴールデンラズベリー賞にノミネートされている。

### 『スクービー・ドゥー』
2002年。映画第1作。冒頭のシーンに、アニメ版の説明として、ハンナ・バーベラ・プロダクション制作のアニメを作っているが、カットされている（DVDの特典映像に付属されている）。第23回ゴールデンラズベリー賞の最低助演男優賞とこの回のみの特別賞として設置された最優秀頭空っぽティーン向け作品賞にノミネートされた。

#### あらすじ
ミステリー社は、グダグダになることが多いながらも何とか事件を解決し続けていたが、その頃メンバーが互いに対して溜まっていた不満が大爆発し、スクービー・ドゥーとシャギー以外のメンバーが辞めてしまうという事態に陥ってしまう。それから2年が経過し、相変わらず2人のままのミステリー社に、ある一件の依頼が舞い込む。全く事件には興味のない2人だったが、大好きな食べ物につられてその依頼を受けることにした。その依頼はスプーキー島という場所からで、その島にある遊園地で楽しく遊んでいたはずの若者が漏れなく帰る時の態度がおかしいというものだった。シャギーとスクービーは、空港でかつてのミステリー社のメンバーと鉢合わせ、共に島へと向かうのだった。

#### キャスト
- フレッド：フレディ・プリンゼ・ジュニア（日本語吹替：子安武人）
- ダフネ：サラ・ミシェル・ゲラー（日本語吹替：園崎未恵）
- シャギー：マシュー・リラード（日本語吹替：藤原啓治）
- ヴェルマ：リンダ・カーデリーニ（日本語吹替：渕崎ゆり子）
- スクービー・ドゥーの声：ニール・ファニング（日本語吹替：長島雄一）
- モンタヴェリアス：ローワン・アトキンソン（日本語吹替：岩崎ひろし）
- メアリー・ジェーン：アイラ・フィッシャー（日本語吹替：湯屋敦子）
- 魔術師：ミゲル・A・ヌーネイス・ジュニア（日本語吹替：伊藤健太郎）
- スクラッピー・ドゥーの声：スコット・イネス（日本語吹替：岡野浩介）
- ヌゴー・タウナ：スティーブン・グライブス（日本語吹替：山野井仁）
- シュガー・レイ：本人（日本語吹替：なし）
- ザルコス：サム・グレコ（日本語吹替：天田益男）
- ヴェルマの友人：チャールズ・カズンズ
- ブラッド：クリスチャン・シュミット
- オールド・マン・スミザーズ：ニコラス・ホープ（日本語吹替：仲野裕）
- パメラ・アンダーソン：本人（日本語吹替：本田貴子）
- その他（日本語吹替）：小暮英麻、小西克幸、廣田行生、石川英郎、小形満、杉本ゆう、重松朋

#### スタッフ
- 監督：ラジャ・ゴズネル
- 製作総指揮：ロバート・インジェルマン、アンドリュー・メイソン、ケリー・スミス＝ウェイト、ウィリアム・ハンナ、ジョセフ・バーベラ
- 製作：チャールズ・ローヴェン、リチャード・サックル
- 脚本：ジェームズ・ガン
- 撮影：デヴィッド・エグビー
- 音楽：デヴィッド・ニューマン
- 編集：ケント・バイダ

### 『スクービー・ドゥー2 モンスターパニック』
2004年。映画第2作。あるキャラクターの策略で、昔倒したモンスターたち（アニメ版の敵）が製造される。第25回ゴールデンラズベリー賞最低続編賞受賞作品。

#### キャスト
- フレッド：フレディ・プリンゼ・ジュニア（日本語吹替：子安武人）
- ダフネ：サラ・ミシェル・ゲラー（日本語吹替：園崎未恵）
- シャギー：マシュー・リラード（日本語吹替：藤原啓治）
- ヴェルマ：リンダ・カーデリーニ（日本語吹替：渕崎ゆり子）
- スクービー・ドゥーの声：ニール・ファニング（日本語吹替：長島雄一）
- パトリック・ワイズリー：セス・グリーン（日本語吹替：飛田展男）
- ジェレマイア・ウィックルズ：ピーター・ボイル（日本語吹替：大木民夫）
- ジョナサン・ジャコボ：ティム・ブレイク・ネルソン
- ヘザー・ジャスパー＝ハウ：アリシア・シルヴァーストーン（日本語吹替：水谷優子）
- パット・オブライエン：本人（日本語吹替：仲野裕）
- 仮面の男：スコット・マクニール（日本語吹替：若本規夫）
- プテロ・ゴースト：ディー・ブラッドリー・ベイカー（声）
- 黒騎士ゴースト：ケヴィン・デュランド / ボブ・パーペンブルック（声）
- ゾンビ：クリストファー・スンプトン / ディー・ブラッドリー・ベイカー（声）
- 金鉱掘りゴースト：ケアリー・エルンスト・ハース
- カトラー船長：
- タールお化け：マイケル・ソリッチ
- 1万ボルト・ゴースト：ディー・ブラッドリー・ベイカー、テレンス・ストーン
- 赤い目をしたガイコツ：ディー・ブラッドリー・ベイカー
- 緑色の目をしたガイコツ：ウォーリー・ウィンガート
- 綿アメ男：マイケル・ソリッチ
- ルーベン・スタッダード：本人
- その他（日本語吹替）：松本大、後藤哲夫、河相智哉、遠藤純一、高瀬右光、斉藤瑞樹、竹口安芸子、小伏伸之、伊藤亜矢子、田村聖子、伊藤静、瀬口昌代

#### スタッフ
- 監督：ラジャ・ゴズネル
- 製作総指揮：ジョセフ・バーベラ、ブレント・オコナー、ケリー・スミス＝ウェイト
- 製作：チャールズ・ローヴェン、リチャード・サックル
- 脚本：ジェームズ・ガン
- 撮影：オリヴァー・ウッド
- 音楽：デヴィッド・ニューマン
- 編集：ケント・バイダ

## アニメーション映画
スクービー・ドゥーの新作のアニメーション映画が全米で2018年9月21日に公開することが決定した。